# Резиновые змеи
Резиновые змеи (лат. Charina) — род змей из семейства ложноногие. В составе рода рассматривают два вида — Charina bottae (резиновая змея) и Charina umbratica. Оба вида распространены на западе Северной Америки: первый — от юго-запада Канады до Невады и севера Калифорнии, второй — на юге Калифорнии.